# Damalis dorsalis
Damalis dorsalis là một loài ruồi trong họ Asilidae. Damalis dorsalis được Walker miêu tả năm 1857. Loài này phân bố ở miền Ấn Độ - Mã Lai.